# Acqualagna
Acqualagna là một đô thị ở tỉnh Pesaro và Urbino trong vùng Marche, nằm cách 70 km về phía tây của Ancona và khoảng 40 km về phía tây nam của Pesaro. Tại thời điểm ngày 31 tháng 12 năm 2004, đô thị này có dân số 4.304 và diện tích là 50,8 km²..
Acqualagna giáp các đô thị sau: Cagli, Fermignano, Urbania, Urbino.